# Dennenorchis
De dennenorchis (Goodyera repens) is een in Nederland en België voorkomende wilde orchidee, die te vinden is in vochtige, structuurarme dennenbossen op zure en voedselarme grond.

## Groeiwijze
De plant heeft kruipende wortelstokken met uitlopers en kan zich goed vegetatief verbreiden. De bladen zijn eirond tot langwerpig eirond, en hebben een opvallend nervenpatroon dat enigszins vlekkerig aandoet met overlangse nerven en dwarsnerven die soms wat zilverachtig zijn getekend. De vegetatieve delen van de plant zijn winterhard en zijn 's winters groenblijvend.

## Bloei
De stengel en de bloeiwijze zijn kort klierachtig behaard. De bloemen zijn wit tot crèmewit en kort behaard. De bloemstengel is 10-30 cm hoog. Grote planten kunnen meerdere bloemstengels hebben. De dennenorchis bloeit in juli en augustus.

## Ecologie
De dennenorchis komt voor in de kruidlaag van voedselarme, iets vochtige dennenbossen. Vooral in dennenbossen met een slecht ontwikkelde struiklaag komt de soort voor. Vaak kenmerkt de vegetatie zich door een dikke moslaag, bestaande uit heideklauwtjesmos (Hypnum jutlandicum), gewoon klauwtjesmos (Hypnum cupressiforme), gaffeltandmos (Dicranum scoparium) en groot laddermos (Pseudoscleropolium purum). De kruidlaag bedekt weinig van de bodem en bestaat onder andere uit zandzegge (Carex arenaria), gewoon struisgras (Agrostis capillaris) en eikvaren (Polypodium vulgare). Het type bos waarin de dennenorchis voorkomt wordt wel aangeduid als mosbos (Leucobryo-Pinetum). Zodra de kruidlaag zich verder ontwikkelt en er ook een struiklaag ontstaat zijn de omstandigheden voor de dennenorchis minder gunstig geworden, en verdwijnt de soort. Op enkele plaatsen, onder andere op de Waddeneilanden, kan de dennenorchis worden aangetroffen in gezelschap van de kleine keverorchis (Listera cordata), een kleine wilde orchidee die onder vergelijkbare omstandigheden groeit.

## Plantengemeenschap
De dennenorchis is een kensoort voor de klasse van naaldbossen (Vaccinio-Piceetea).

## Voorkomen in Nederland
De dennenorchis is in Nederland voor het eerst aangetroffen in 1880 op de Veluwe. De soort komt sporadisch voor op de Pleistocene zandgronden van Drenthe en Gelderland. Algemener is de soort echter in dennenbossen die zijn aangeplant in de duinen van het Waddendistrict. Vooral in de duinbossen van Schoorl en op Terschelling komt de dennenorchis in grote aantallen voor.

## Bescherming
De dennenorchis is in Nederland en België wettelijk beschermd. De soort staat op de Nederlandse Rode lijst van bedreigde en kwetsbare vaatplanten als zeer zeldzaam, maar is anno 2005 stabiel tot iets toegenomen.